# Gerd Ehrensvärd
Gerd Ivarsdotter Ehrensvärd, född 24 september 1903 i Saltsjöbaden i Nacka församling, död 13 september 1998 i Kalmar, var en svensk målare.
Hon var dotter till byggnadsingenjör Ivar Nyqvist och Signe Goës samt från 1939 gift med Carl Augustin Ehrensvärd. Hon hade två söner, Fredrik Ehrensvärd och Johan Ehrensvärd. 
Ehrensvärd studerade konst i München, Paris och Amsterdam 1923–1930 och vid Konsthögskolan i Stockholm 1930–1935. Hon medverkade i utställningar med Sveriges allmänna konstförening och Östgöta konstförening, separat ställde hon ut i bland annat Kalmar. Hennes konst består av stilleben, figursaker och landskap samt illustrationer. Hon tilldelades Kalmar kommuns kulturpris 1976.
Ehrensvärd är representerad vid Östergötlands museum och Kalmar läns museum.